# Michael Walker (officier)
Michael John Dawson Walker (né le 7 juillet 1944)  est un officier de l'armée britannique à la retraite.

## Jeunesse et vie privée
Né à Salisbury dans la colonie britannique de Rhodésie du Sud (aujourd'hui le Zimbabwe) de William Hampden Dawson Walker, qui est commissaire adjoint principal dans la police britannique d'Afrique du Sud jusqu'en 1958, et Dorothy Helena Walker (née Shiach), il fait ses études à la fois en Rhodésie du Sud et dans le Yorkshire, d'abord à la Milton School, à Bulawayo, puis à la Woodhouse Grove School, dans le Yorkshire de l'Ouest. Il passe 18 mois dans une école préparatoire avant de rejoindre l'armée britannique. Walker épouse Victoria ("Tor", née Holme) en 1973 et le couple a trois enfants, deux fils et une fille.

## Début de carrière militaire
Après avoir fréquenté l'Académie royale militaire de Sandhurst, Walker est nommé sous-lieutenant dans le Royal Anglian Regiment le 29 juillet 1966. Il sert comme commandant de peloton avec le 1er bataillon et est promu lieutenant le 29 janvier 1968 . En 1969, il est affecté à Chypre pour une durée de deux ans et sert en Irlande du Nord pendant Les Troubles  avant d'étudier au Staff College de Camberley. Il est promu capitaine le 29 juillet 1972.
Après avoir servi dans un poste d'état-major au ministère de la Défense (MoD), Walker est promu major à la fin de 1976 et rejoint le 1er bataillon, pour devenir commandant de compagnie, basé à Tidworth, dans le Wiltshire. En 1979, il prend un autre poste d'état-major au ministère de la Défense, après quoi il est promu lieutenant-colonel en 1982. Jusqu'en 1985, il exerce les fonctions d'assistant militaire (AM) du chef d'état-major général . Il est nommé Officier de l'Ordre de l'Empire britannique (OBE) sur la liste des distinctions honorifiques du Nouvel An en décembre 1984.
À la tête du 1er bataillon de 1985 à 1987, Walker est affecté à nouveau en Irlande du Nord, cette fois à Derry, et plus tard à Gibraltar . Il est mentionné dans les dépêches en 1987 « en reconnaissance de service galant et distingué » en Irlande du Nord. Fait inhabituel, Walker est promu directement brigadier à la fin de 1987, sans avoir occupé le grade de colonel. Il prend le commandement de la 20th Armored Brigade, basée en Allemagne, de 1987 à 1989, avant d'occuper le poste de chef d'état du Ier Corps entre 1989 et 1991.

## Haut commandement
Walker atteint le statut d'officier général avec une promotion au grade de major général intérimaire en 1991 et prend le commandement du district du Nord-Est et de la 2e division d'infanterie. Après avoir servi dans la Guerre du Golfe, il est promu Commandeur de l'Ordre de l'Empire britannique (CBE) plus tard en 1991. Il obtient le grade effectif de général de division le 2 décembre 1991, avec une ancienneté à partir du 14 février 1991, devenant officier général commandant du district de l'Est, puis chef adjoint d'état-major général du 11 décembre 1992 à 3 octobre 1994.
Le 8 décembre 1994, Walker est nommé commandant du Corps allié de réaction rapide (ARRC) de l'OTAN, dont le quartier général est situé à Rheindahlen, en Allemagne, et promu lieutenant général par intérim. On lui accorde le grade substantiel de lieutenant général le 15 mars 1995 et est fait chevalier dans les honneurs d'anniversaire de la reine en 1995 et chevalier commandeur de l'ordre du bain. Sous le commandement de Walker, l'ARRC se déploie dans les Balkans en décembre 1995. Là, il est le premier commandant de la composante terrestre de la Force de mise en œuvre (IFOR) dirigée par l'OTAN, jusqu'à son retour au Royaume-Uni en novembre 1996 .
Son commandement de l'IFOR en Bosnie est indirectement critiqué par Richard Holbrooke pour son refus d'utiliser son autorité pour effectuer également des tâches de mise en œuvre non militaires, notamment l'arrestation de criminels de guerre inculpés.

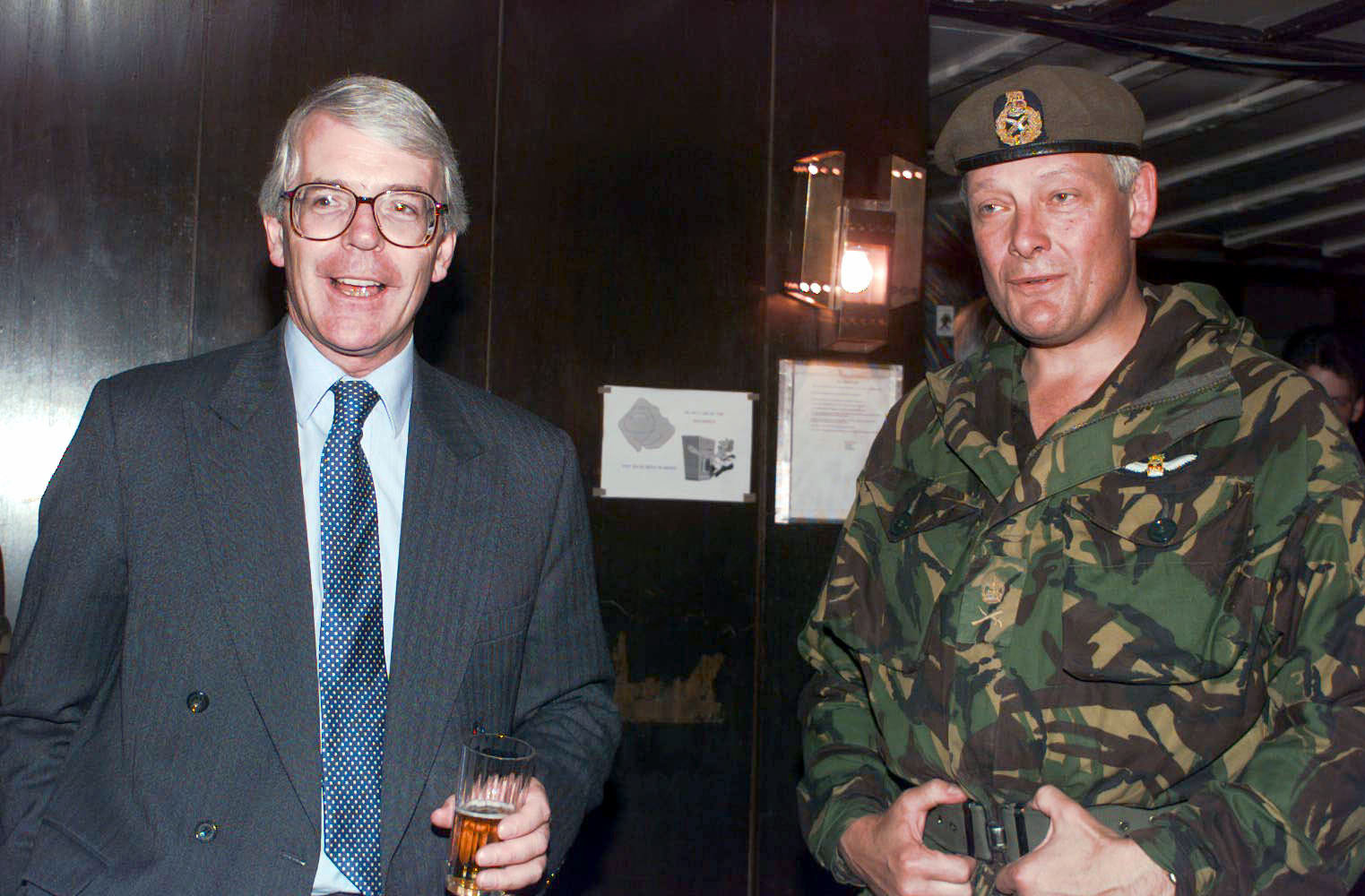
Walker avec le premier ministre John Major au complexe d'Ilidza à Sarajevo, Bosnie, au cours de l'opération Joint Endeavour

Il est nommé Compagnon de l'Ordre de Saint-Michel et Saint-Georges à la fin de 1996.
Remplacé en tant que COMARRC par Mike Jackson, Walker est promu général par intérim et nommé commandant en chef du Land Command le 27 janvier 1997. Il obtient le grade effectif de général le 2 avril 1997. En reconnaissance de son service avec l'IFOR entre 1995 et 1996, Walker reçoit la Légion américaine du mérite (Degré de commandant) et l'autorisation illimitée de porter la décoration, en mai 1997. En septembre 1997, il est nommé Aide de camp Général (ADC Gen) de la reine Élisabeth II, succédant au général Hugh Michael Rose jusqu'à ce qu'il soit à son tour remplacé par le général Richard Dannatt. Il est promu Chevalier Grand-Croix de l'Ordre du Bain dans la liste d'honneur du Nouvel An à la fin de 1999.
Après avoir servi un peu plus de trois ans en tant que commandant en chef, Walker est nommé chef d'état-major général (CGS) le 17 avril 2000, succédant au général Sir Roger Wheeler . Il reste CGS pendant trois ans, après quoi il est promu chef d'état-major de la Défense (CDS) - le chef de toutes les forces armées britanniques - le 2 mai 2003, succédant à l'amiral Michael Boyce . En tant que CDS, Walker critique une partie de la couverture médiatique des déploiements britanniques en Irak. En particulier, il affirme que les attaques contre le Black Watch sont "renforcées" en raison des reportages sur leur emplacement .
Lord Walker occupe divers postes honorifiques et cérémoniels dans différents régiments. Il est colonel commandant et colonel adjoint de la division Queen's (dont le Royal Anglian Regiment fait partie) en avril 1992 et colonel honoraire, 3e bataillon du Duke of Wellington's Regiment (West Riding) (Yorkshire Volunteers), en octobre 1993, auquel il renonce le 30 juin 1999. En 1994, il succède au général Sir John Learmont en tant que colonel commandant de l'Army Air Corps et conserve le titre jusqu'en avril 2004, date à laquelle il est remplacé par le lieutenant-général Richard Dannatt. En 1997, il est nommé colonel honoraire du Royal Anglian Regiment, succédant au major général Patrick Stone, et est lui-même remplacé comme colonel adjoint par le brigadier John Sutherell.

## Retraite
Walker quitte son poste de chef d'état-major de la Défense en avril 2006 et prend sa retraite de l'armée, remplacé comme CEMD par le maréchal en chef de l'Air Jock Stirrup . En septembre 2006, Walker est nommé gouverneur de l'Hôpital royal de Chelsea, occupant ce poste jusqu'en février 2011, date à laquelle il démissionne. Le 19 décembre, il est créé pair à vie, avec le titre de baron Walker d'Aldringham, d'Aldringham dans le comté de Suffolk , siégeant à la Chambre des lords en tant que crossbencher. Il est nommé lieutenant adjoint du Grand Londres en 2007. Walker est nommé maréchal honoraire dans le cadre des distinctions honorifiques d'anniversaire de la Reine en 2014 . Il est le parrain du British South Africa Police Trust .